# Camacha
Camacha je farnost v okrese Santa Cruz na portugalském ostrově Madeira. Leží po silnici asi 10 km severovýchodně od Funchalu v nadmořské výšce 700 m n. m. V roce 2011 zde žilo 7 449 stálých obyvatel.

## Ekonomika a historie
Obyvatelé Camachy se živí hlavně zemědělstvím. Každý rok se zde také koná slavnost jablek. Farnost je známá jako středisko košíkářství na Madeiře.
Je zde škola, lyceum, gymnázium, moderní stavba kostela a náměstí. Camacha je s okolními farnostmi spojena silnicí ER 102. Ponejprve v Portugalsku se zde hrál fotbal (1875).

## Galerie

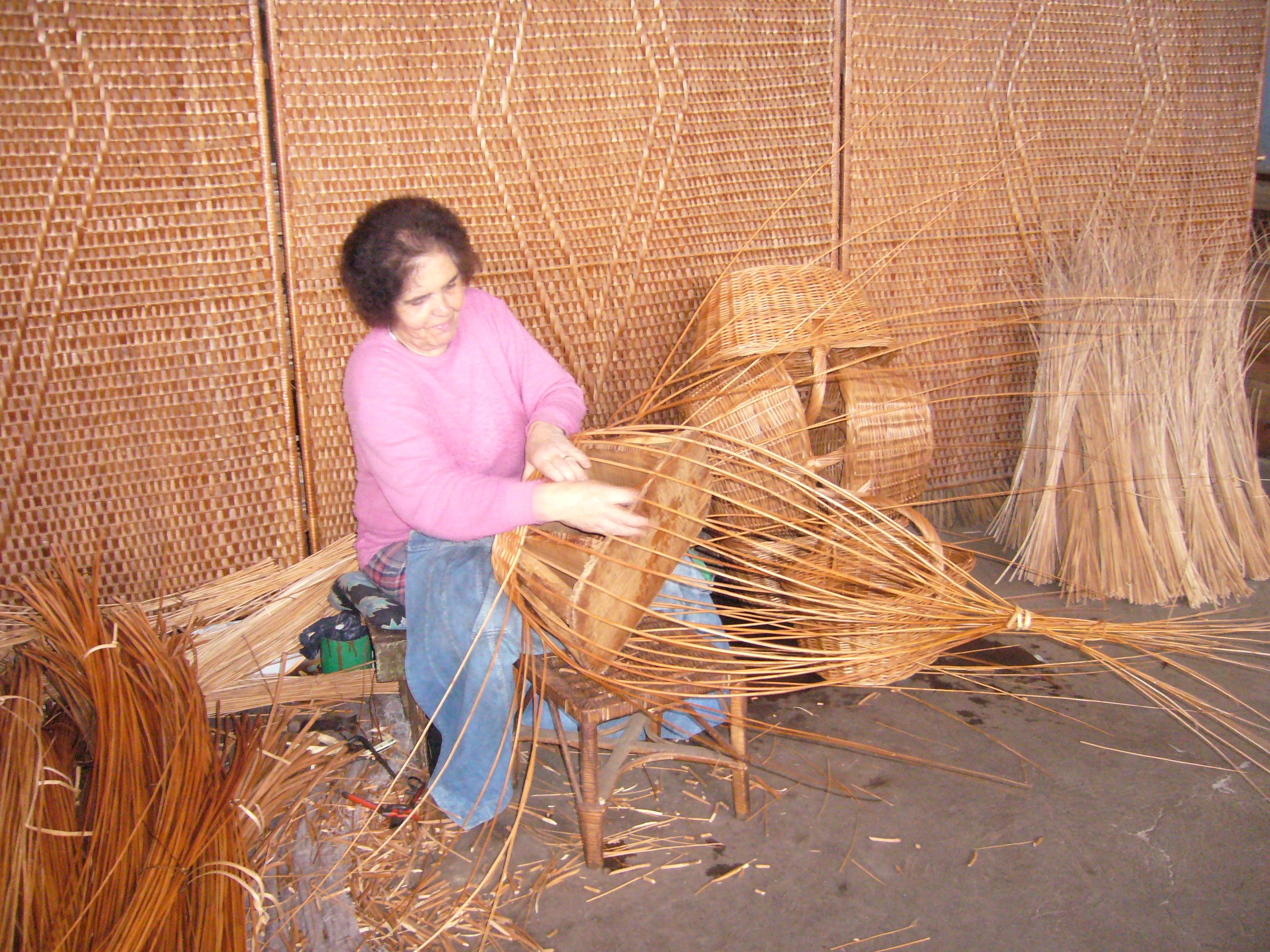
Ruční výroba košíků z vrbového proutí
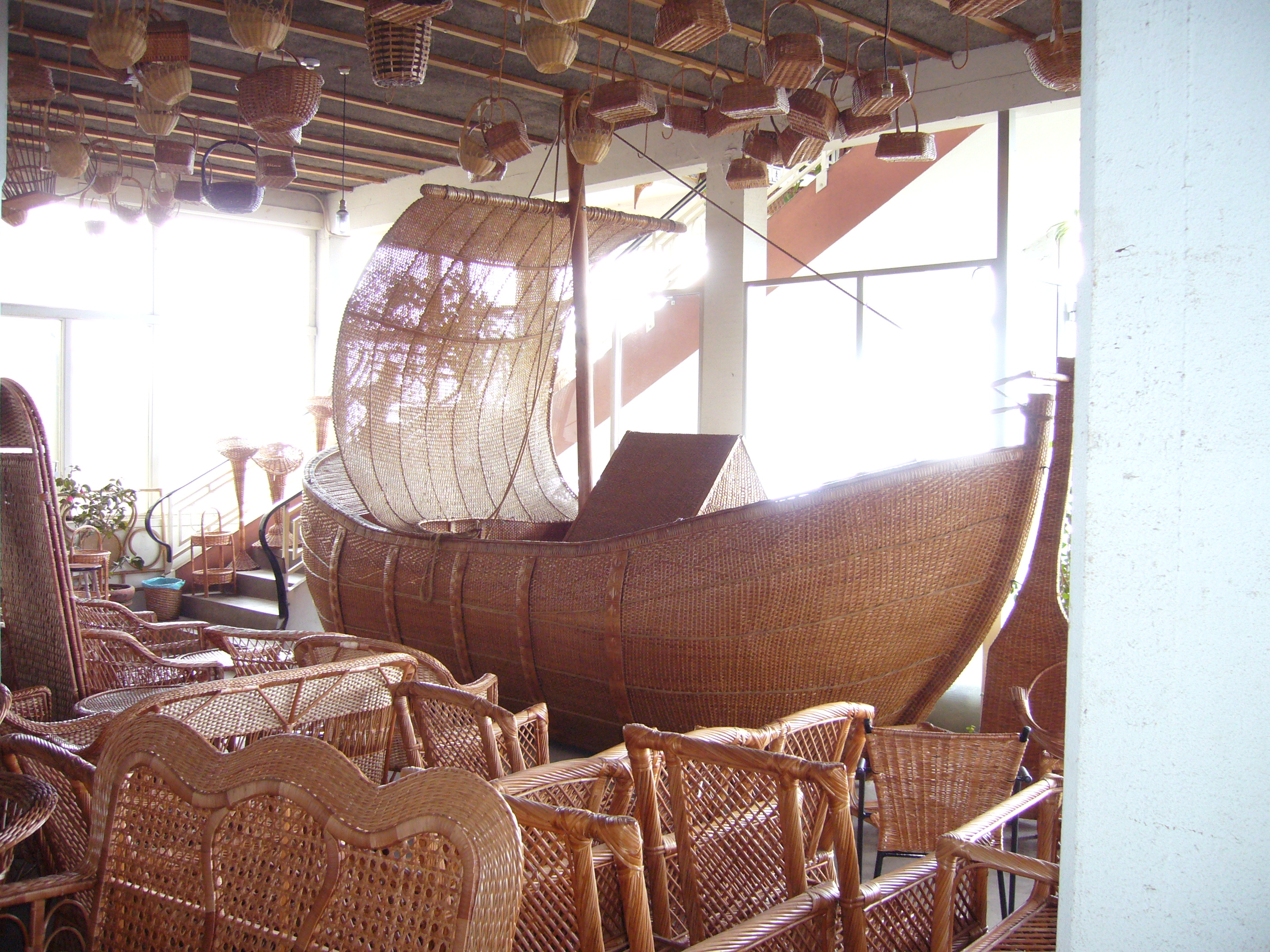
Camacha – výrobky z vrbového proutí
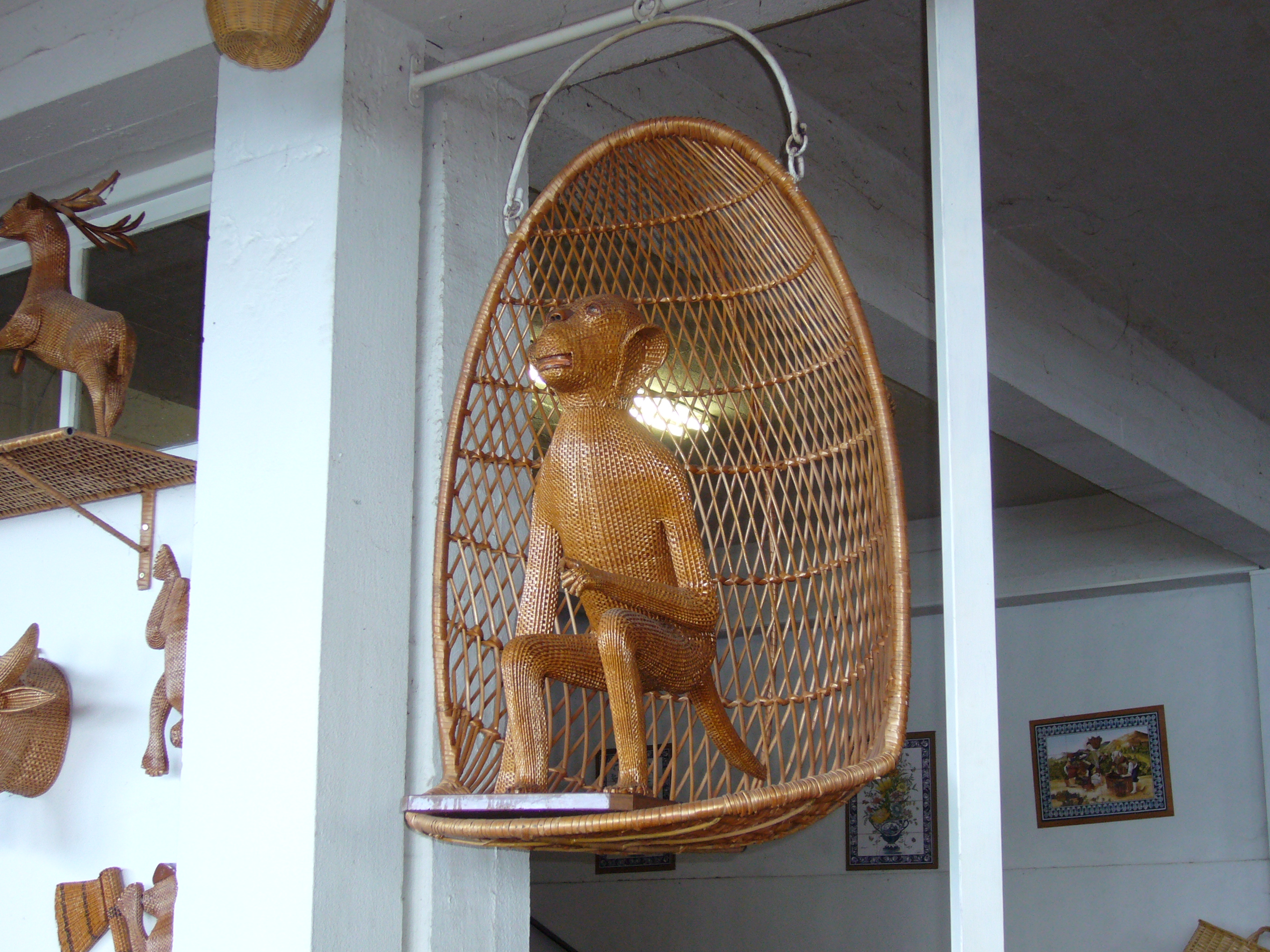
Camacha – výrobky z vrbového proutí
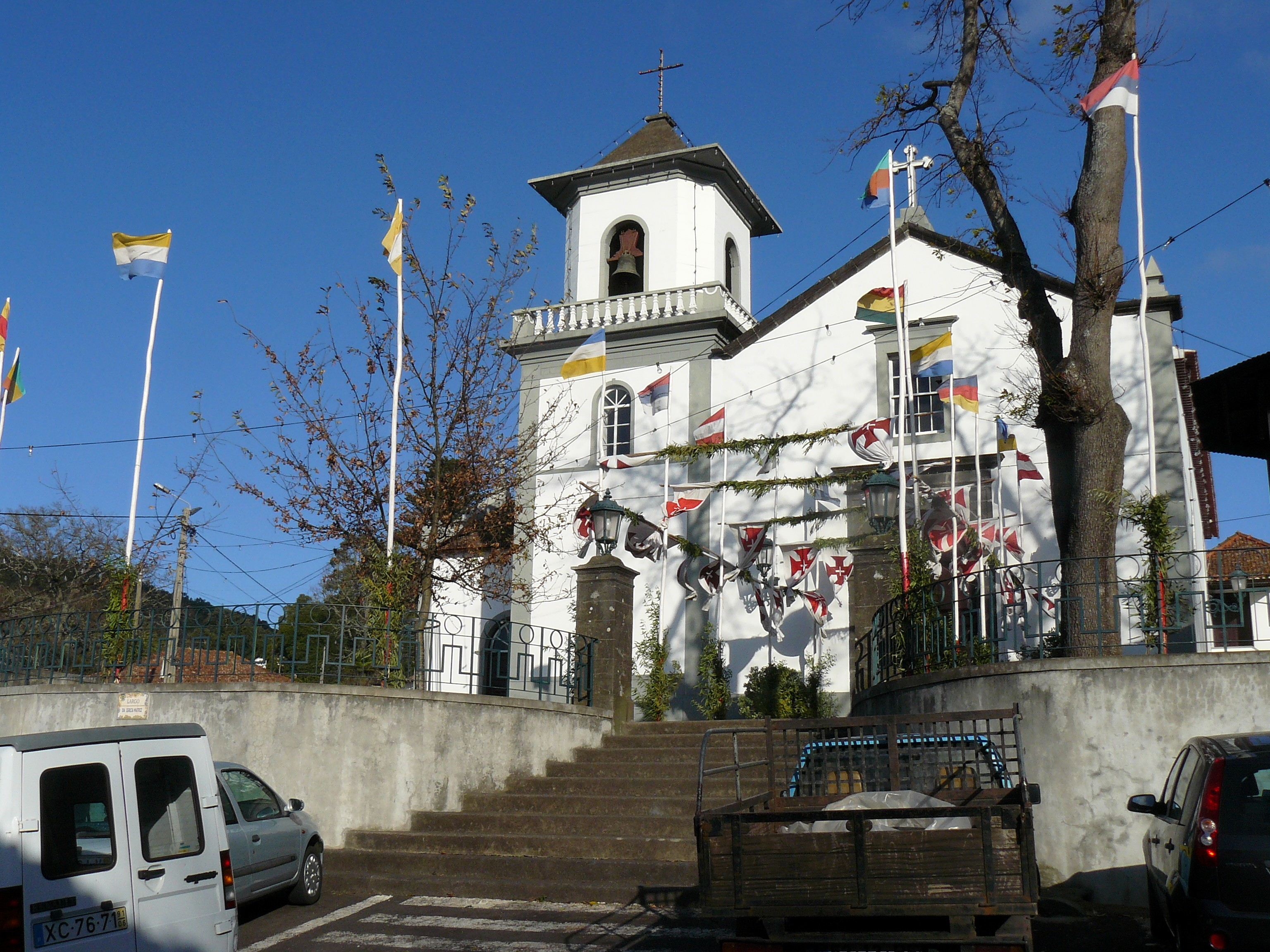
Starý kostel v blízkosti parku
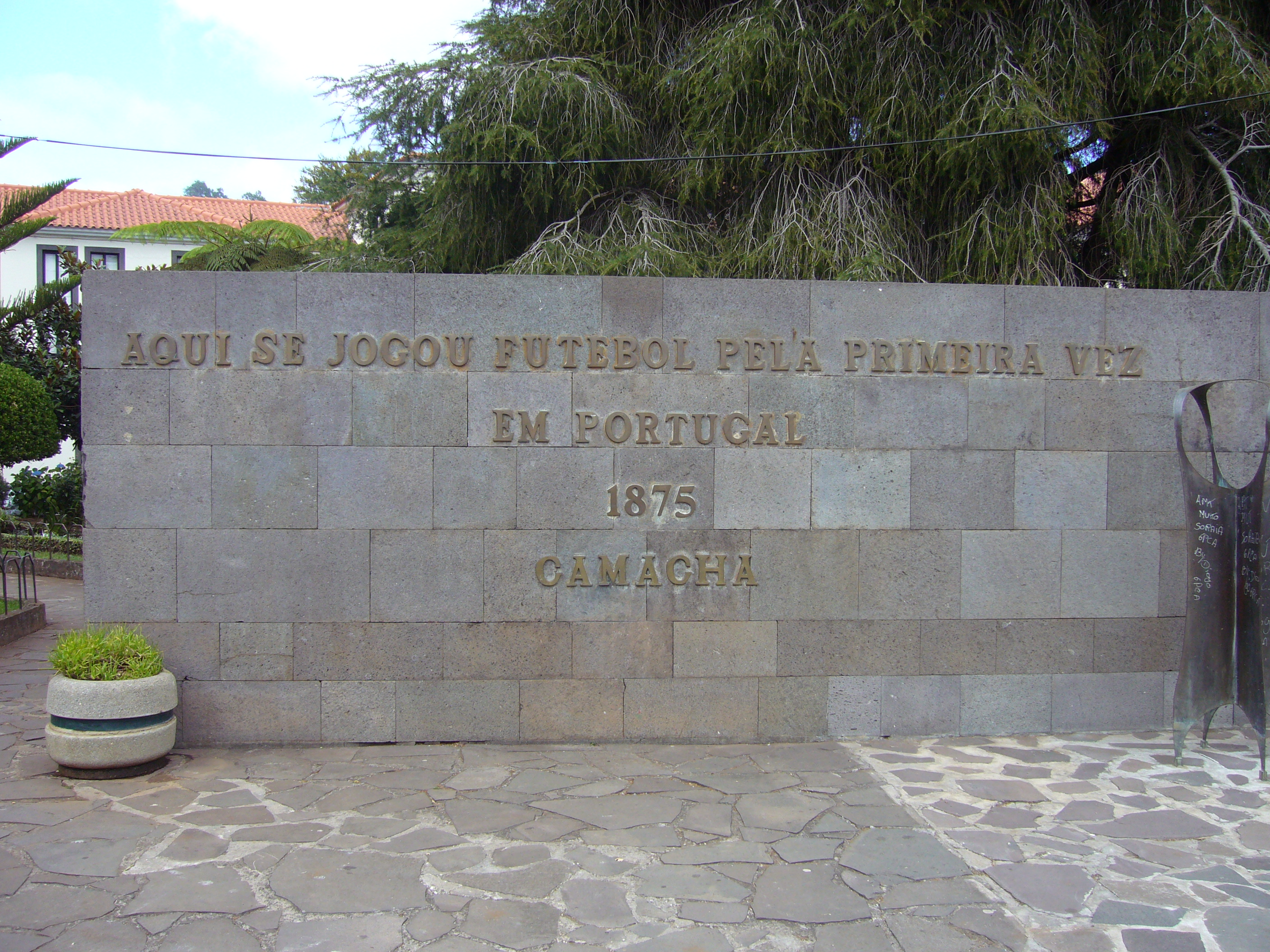
"Zde se hrál fotbal poprvé v Portugalsku - 1875 - Camacha"
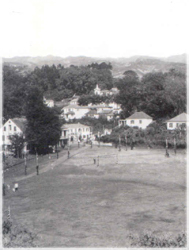
Fotografie z konce 19. století. Fotbalové hřiště v obci Camacha